# فارسی‌زبانان افغانستان

پراکندگی زبانی در افغانستان

پارسیان افغانستان، مردمانی هستند در کشور افغانستان که به گونه‌هایی از زبان فارسی سخن می‌گویند. آنان عبارتند از تاجیک‌ها، هزاره‌ها، ایماق‌ها، قزلباش‌ها که بیشتر در بخش‌های غربی، شمالی و میانی این کشور زیست می‌کنند. نام رسمی گونهٔ افغانستانی زبان فارسی در گذشته، «زبان دری» بود؛ ولی مردم افغانستان، در زبان گفتاری، آن را «فارسی» می‌نامند.

## گویش‌ها
در افغانستان، چندین گونه از زبان فارسی می‌باشند؛ از جمله هزارگی، کابلی و هراتی و... گویش هراتی که در بخش‌های هرات، بادغیس و فراه، با گویش فارسی‌زبانان شمال شرق ایران همسانی بسیاری دارد. این گویش کم و بیش با گویش مرزنشینان شرقی ایران یکسان است، و با گویش‌های رایج در استان‌های خراسان ایران، در یک رده جای می‌گیرد. گویش‌های فارسی در شرق افغانستان، از جمله بدخشی، با گویش‌های فارسی تاجیکی در تاجیکستان همسانی دارند و در یک رده جای می‌گیرند.